# طلب صداقة
طلب صداقة (بالإنجليزية: Friend Request)‏ هو فيلم رعب نفسي خارق للطبيعة ألماني باللغة الإنجليزية من إخراج سايمون فرهوفن وبطولة اليشا ديبنام كيري، وليام موسلي، كونور باولو وبريت مورجان، صدر الفيلم في 7 يناير 2016.

## روابط خارجية
- طلب صداقة على موقع IMDb (الإنجليزية)
- طلب صداقة على موقع ميتاكريتيك (الإنجليزية)
- طلب صداقة على موقع روتن توميتوز (الإنجليزية)
- طلب صداقة على موقع نتفليكس (الإنجليزية)
- طلب صداقة على موقع قاعدة بيانات الأفلام العربية
- طلب صداقة على موقع ألو سيني (الفرنسية)
- طلب صداقة على موقع Turner Classic Movies (الإنجليزية)
- طلب صداقة على موقع أول موفي (الإنجليزية)
- طلب صداقة على موقع بوكس أوفيس موجو (الإنجليزية)
- طلب صداقة على موقع فيلمافينيتي (الإسبانية)